# Britannia (seriál)
Britannia je americko-britský historický seriál, jenž je vysílán od 18. ledna 2018 na stanici Sky Atlantic (Velká Británie) a na službě Amazon Prime Video (USA) od 26. ledna 2018. V Česku a na Slovensku je seriál k dispozici v online videotéce HBO GO. Příběh se odehrává v prvním století našeho letopočtu, konkrétně v roce 43, kdy se Římská říše snažila dobýt území dnešní Velké Británie.
Seriál se kromě Walesu natáčel také v Česku, filmaři mimo jiné využili barrandovské ateliéry, zavítali ale také například do lomu Velká Amerika, na Prachovské skály či do Českého ráje.

## Obsazení
- Kelly Reilly jako Kerra
- David Morrissey jako Aulus Plautius
- Mackenzie Crook jako Veran
- Ian McDiarmid jako král Pellanor
- Zoë Wanamaker jako královna Antedia
- Julian Rhind-Tutt jako Phelan
- Eleanor Worthington-Cox jako Cait
- Nikolaj Lie Kaas jako Divis
- Annabel Scholey jako Amena
- Barry Ward jako Sawyer
- Stanley Weber jako Lindon
- Hugo Speer jako Lucius